# Mortoniodendron pentagonum
Mortoniodendron pentagonum là một loài thực vật có hoa trong họ Cẩm quỳ. Loài này được (Donn. Sm.) Miranda mô tả khoa học đầu tiên năm 1965.